# Христо Хаджипопов
Христо Хаджипопов (изписване до 1945 година: Христо хаджи Поповъ) е българскии революционер, деец на Вътрешната македоно-одринска революционна организация.

## Биография
Роден е около 1869 година в българския южномакедонски град Кукуш, тогава в Османската империя, днес Килкис в Гърция. Присъединява се към ВМОРО още в 1893 година. В 1901 година е пунктов ръководител на Организацията в Крецово, Кукушко. При избухването на Баялската афера в началото на 1901 година е арестуван, окован във вериги, бит и поставен в долап. Вследствие на изтезанията в затвора временно полудява. Осъден е на 7 години строг тъмничен затвор и заедно с още 40 души подсъдими по това дело е изпратен в крепостта Акия в Мала Азия.
През юли 1903 година са амнистирани и Хаджипопов се връща в Кукуш. Продължава с революционната си дейност до Балканската война в 1912 година.
На 26 февруари 1943 година, като жител на Бараково, подава молба за българска народна пенсия, която е одобрена и пенсията е отпусната от Министерския съвет на Царство България.